# Elmer (månekrater)
 For alternative betydninger, se Elmer. (Se også artikler, som begynder med Elmer)
Elmer er et lille nedslagskrater på Månen. Det befinder sig nær den østlige rand af Månens forside, syd for Mare Smythii, og det er opkaldt efter den amerikanske astronom Charles W. Elmer (1872 – 1954).
Navnet blev officielt tildelt af den Internationale Astronomiske Union (IAU) i 1976.

## Omgivelser
Elmerkrateret ligger sydvest for Kreikenkrateret og øst-sydøst for det større Dalekrater.

## Karakteristika
Elmer er et cirkulært, skålformet krater med en indre kraterbund, som udgør næsten halvdelen af den samlede kraterdiameter.